# Mylomys rex
Mylomys rex är en gnagare i familjen råttdjur som förekommer i sydvästra Etiopien.

## Upptäcktshistoria och taxonomi
Arten beskrevs 1906 av Oldfield Thomas efter ett kadaver utan kranium som han fick av upptäcktsresanden Peter Zaphiro. Thomas infogade djuret i släktet gräsråttor (Arvicanthis) men han tillfogade samtidig att det även kan vara en stor medlem av släktet Desmomys. Andra zoologer delade denna uppfattning men de betraktade Desmomys som ett undersläkte till släktet Pelomys och därför listades arten länge som Pelomys (Desmomys) rex. Året 1993 visade zoologerna Guy Musser och Michael D. Carleton att arten tillhör släktet Mylomys. De antog först att Mylomys rex är identisk med Mylomys dybowskii och båda taxa listades som synonymer. Under en revision 2005 godkände samma zoologer Mylomys rex åter som art. Som anledning nämndes att den är avsevärd större än Mylomys dybowskii och att den enligt upptäckaren lever i tropiska skogar. Tidvis ifrågasattes den utpekade fyndplatsen men vid kadavret (holotypen) finns fortfarande en lapp med Peter Zaphiros handskift och fyndtillfället platser rätt i expeditionsbeskrivningen.

## Utseende
Det kända exemplaret hade en kroppslängd (huvud och bål) av 212 mm, en svanslängd av 175 mm, 35 mm långa bakfötter och 24 mm stora öron. Den borstiga pälsen hade en prickig sandbrun färg med röd skugga på stjärten. Det fanns en tydlig gräns mot den blåvita undersidan. På svansen var grov några ringar synliga. Av handens fingrar var bara tre full utvecklade.

## Utbredning
Artens fyndplats var en fuktig bergsskog vid 1800 meter över havet som enligt en källa var lövfällande medan andra källor anger städsegrön.

## Status
Bergsskogarna i provinsen Kaffa fick status som biosfärområde. Efter det första fyndet upptäcktes inga fler individer. IUCN listar arten med kunskapsbrist (DD).